# Max Thieriot
Maximillion Drake Thieriot (Los Altos Hills, 14 ottobre 1988) è un attore statunitense.
Negli anni 2000 ha partecipato a diversi film hollywoodiani tra cui Tre ragazzi e un bottino (2004), Missione Tata (2005), per il quale ha ricevuto una candidatura agli Young Artist Awards, e Jumper - Senza confini (2008).

## Biografia
Thieriot è nato a Los Altos Hills, in California, figlio di Bridgit Ann (nata Snyder) e George Cameron Thieriot. Ha una sorella maggiore e un fratello minore.
È cresciuto nella piccola città di Occidental nella contea di Sonoma, in California. Thieriot ha studiato presso la Sonoma Country Day School di Santa Rosa, in California, per la scuola media, e ha continuato a frequentare la El Molino High School di Forestville, in California, dove si è diplomato nel 2006.
Gli antenati di Thieriot una volta possedevano il San Francisco Chronicle. Il suo bis-bisnonno, M. H. de Young, che era di discendenza ebraica olandese, ma in seguito si convertì al cattolicesimo, cofondò il giornale con suo fratello Charles de Young, e i suoi parenti, Charles e Richard Thieriot, erano i redattori e gli editori del giornale. I nonni paterni di Thieriot, Frances Harrison (nata Dade) e Ferdinand Melly Thieriot, morirono nell'affondamento del transatlantico Andrea Doria nel 1956.
Nel 2013 ha sposato Lexi Murphy da cui ha avuto due figli: Beaux (2015) e Maximus (2018).

### Carriera
Nel 2015, ha recitato nella miniserie evento di History Channel Texas Rising nei panni di John "Jack" Hays, un capitano dei Texas Rangers, ed è apparso nel remake del film thriller d'azione Point Break. Dal 2017 al 2022, Thieriot recita come Clay Spenser nella serie drammatica della CBS SEAL Team, al fianco di David Boreanaz e Jessica Paré.Dal 2022, è co-creator e protagonista della serie (sempre CBS) Fire Country, in cui interpreta il galeotto Bode Donovan.

## Filmografia

### Attore

#### Cinema
- Tre ragazzi e un bottino (Catch That Kid), regia di Bart Freundlich (2004)
- Missione tata (The Pacifier), regia di Adam Shankman (2005)
- The Astronaut Farmer, regia di Michael Polish (2006)
- Nancy Drew, regia di Andrew Fleming (2007)
- Jumper - Senza confini (Jumper), regia di Doug Liman (2008)
- Kit Kittredge: An American Girl, regia di Patricia Rozema (2008)
- Stay Cool, regia di Ted Smith (2009)
- Chloe - Tra seduzione e inganno (Chloe), regia di Atom Egoyan (2009)
- My Soul to Take - Il cacciatore di anime, regia di Wes Craven (2010)
- Questioni di famiglia (The Family Tree), regia di Vivi Friedman (2011)
- Foreverland regia di Maxwell McGuire (2011)
- Yellow, regia di Nick Cassavetes (2012)
- Disconnect, regia di Henry Alex Rubin (2012)
- Hates: House at the End of the Street (House at the End of the Street), regia di Mark Tonderai (2012)
- Point Break, regia di Ericson Core (2015)

#### Televisione
- Dark Horse, regia di Roland Emmerich – episodio pilota scartato (2012)
- Bates Motel – serie TV, 48 episodi (2013-2017)
- Texas Rising, regia di Roland Joffé – miniserie TV (2015)
- SEAL Team – serie TV, 102 episodi (2017-2022)
- Fire Country – serie TV (dal 2022)

### Regista
- Bates Motel – serie TV, 1 episodio (2017)
- SEAL Team - serie TV, 2 episodi (2020-2021)
- Fire Country – serie TV, 3 episodi (2022)

## Doppiatori italiani
Nelle versioni in italiano delle opere in cui ha recitato, Max Thieriot è stato doppiato da:
- Flavio Aquilone in Missione tata, Nancy Drew, Chloe - Tra seduzione e inganno, Disconnect, SEAL Team, Fire Country
- Davide Perino in Tre ragazzi e un bottino, Hates: House at the End of the Street, Point Break
- Alessio Nissolino in Jumper - Senza confini, Texas Rising
- Alessandro Campaiola in Bates Motel